# イマジン・ピース・タワー

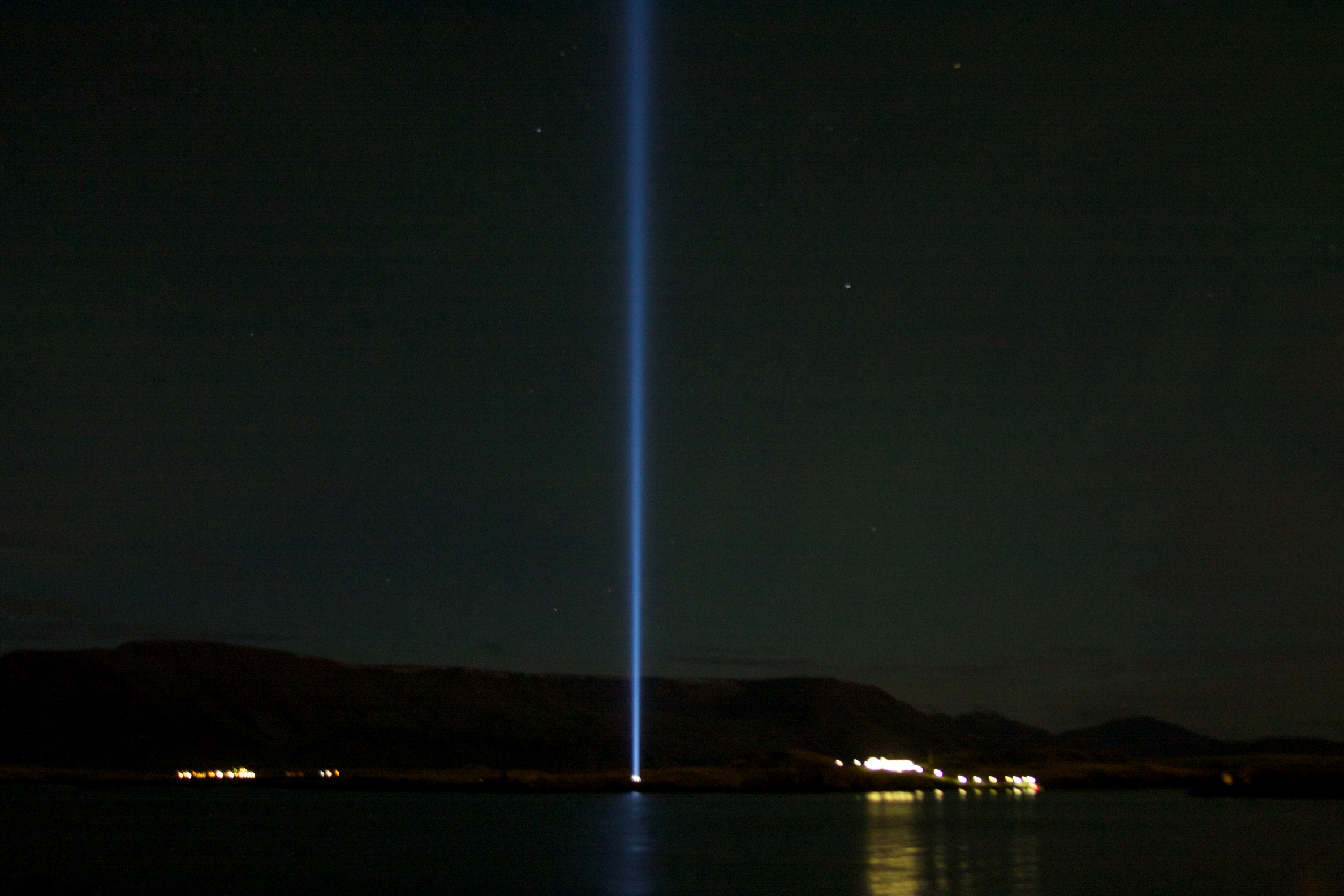
イマジン・ピース・タワー（点灯時遠景）

イマジン・ピース・タワー（Imagine Peace Tower）とは、アイスランドの首都レイキャヴィーク沖合のヴィーズエイ島に2007年に建設された世界平和を祈念するモニュメント（常設建造物）である。

## 解説
構想は1960年代、元ビートルズのジョン・レノンの妻であり前衛芸術家のオノ・ヨーコの作品「オノズ・セールス・リスト」に収められた「ライトハウス」のインストラクションからによるもので、平和活動を活発に行っていたジョンも興味を持ち、1967年には詳細な説明をヨーコに質問したりしていき、建設を生涯の夢として温めてきた。ジョンの死後、ヨーコを先頭に塔建設実現に向け準備を進めてきたという。
塔には“世界最北に位置する首都（レイキャヴィーク）から「平和の光」を発信し、世界を包み込む”という意味が込められている。
建築物はなく、光の塔である。円筒形の台座と地下構造からなり、台座にはライトがセットされており天上に向かい照らされ、真っ直ぐな青白い「光の塔」が浮び上がる。
台座の中央に設置された光の源は「ウィッシング・ウェル（「願いの井戸」）」といい、24の言語で「イマジン・ピース」というメッセージが刻まれているガラス製石板により被われている。
台座周囲の地下には、オノ・ヨーコが世界各国で展開する参加型アート「ウィッシュ・ツリー」やネットなどで世界中から公募された約50万通の「世界の平和と団結を願うメッセージ」（ウィッシュ）が「ウィッシュ・カプセル」というタイム・カプセルに入れられ収められている。メッセージは永遠に保存されるとのこと。
点灯は常時ではなく、毎年ジョンの誕生日である10月9日からジョンの命日である12月8日までの期間と、12月31日、イースターに点灯される。

## 塔の建設地の選定
ヨーコによると、塔の建設地選定理由として、アイスランドが特別な存在（世界最北の首都）であり、水力エネルギーを主とした環境に優しい国であり、水・空気・土壌がピュアで綺麗だからとのこと。なお、塔自体の電力も地熱発電によるものであり、環境問題を訴える性格もある。

## 塔の構造
イマジン・ピース・タワーは、直径17mの台座と、その中央に設置された光の源である直径4m、高さ2mの円筒形のウィッシング・ウェルから構成されている。
台座は、オノ・ヨーコのインストラクションに基づき、アイスランドのデザイナーが、アイルランド産の赤褐色、ブルー・グレー、ライト・グレーの3色の石板を選び、ストライプ状のパターンでデザインし、モザイクされている。
また、台座には、周囲から中央のウィッシング・ウェルに向けて6本の光の回廊が放射状に掘られている。この回廊の端には6台のライトが設置され、そこから水平に放たれる光は、回廊を流れて、ウェルの底に設置されたプリズムの働きをする45°角の反射鏡によって、天空に向けて垂直に立ち昇る。人々はこの光の回廊の上を自由に歩くことができ、また、反射鏡は光の99.99％を反射する特殊なものが使用されている。これらは、1965年にヨーコが書いた「ライト・ハウス」のインストラクションを彼女自身がシンボリックに表現したもの。
光の源であるウィッシング・ウェルは日本の最新技術による特殊な純白のガラス製石板により被われている。この石板上には、24の言語によって書かれた、オノ・ヨーコのメッセージである「イマジン・ピース」が彫り込まれている。
このウィッシング・ウェルの底には、プリズムの働きをする6台の特殊なミラーに加えて、力強くてピュアな光を垂直に放つイタリア製の9台のライトが設置されていて、合計15の光束が複合して光の塔を形作る。

## 石板の言葉
石板には世界の24の言葉が彫られている:
| 英語: IMAGINE PEACE                    | スワヒリ語: TUFIKIRIENI AMANI               |
| 日本語: 平和な世界を想像してごらん     | アイスランド語: HUGSA SÉR FRIÐ              |
| 朝鮮語: 평화를 꿈꾸자                  | トルコ語: BARIŞI DÜŞLE                      |
| 中国語: 想像世界有了和平               | ペルシア語: به صلح بیندیش                   |
| アラビア語: احلم سلام                  | フィリピン語: ILARAWAN ANG MUNDONG MAPAYAPA |
| ポルトガル語: IMAGINE A PAZ            | タミル語: சமாதானத்தை நினையுங்கள்                     |
| ロシア語: ПРЕДСТАВЬТЕ СЕБЕ МИР         | ハンガリー語: KÉPZELD EL A BÉKÉT            |
| ヒンディー語: शान्ति की कल्पना करें            | フィンランド語: KUVITTELE RAUHA             |
| ドイツ語: STELL DIR VOR ES IST FRIEDEN | グルジア語: წარმოიდგინეთ მშვიდობა           |
| イタリア語: IMMAGINA LA PACE           | チベット語: ཞི་བ་སྒོམས་                        |
| フランス語: IMAGINEZ LA PAIX           | ヘブライ語: חלום שלום                       |
| スペイン語: IMAGINA LA PAZ             | イヌクティトゥット語: ᓴᐃᒪᖃᑎᒌᑦᑕ              |

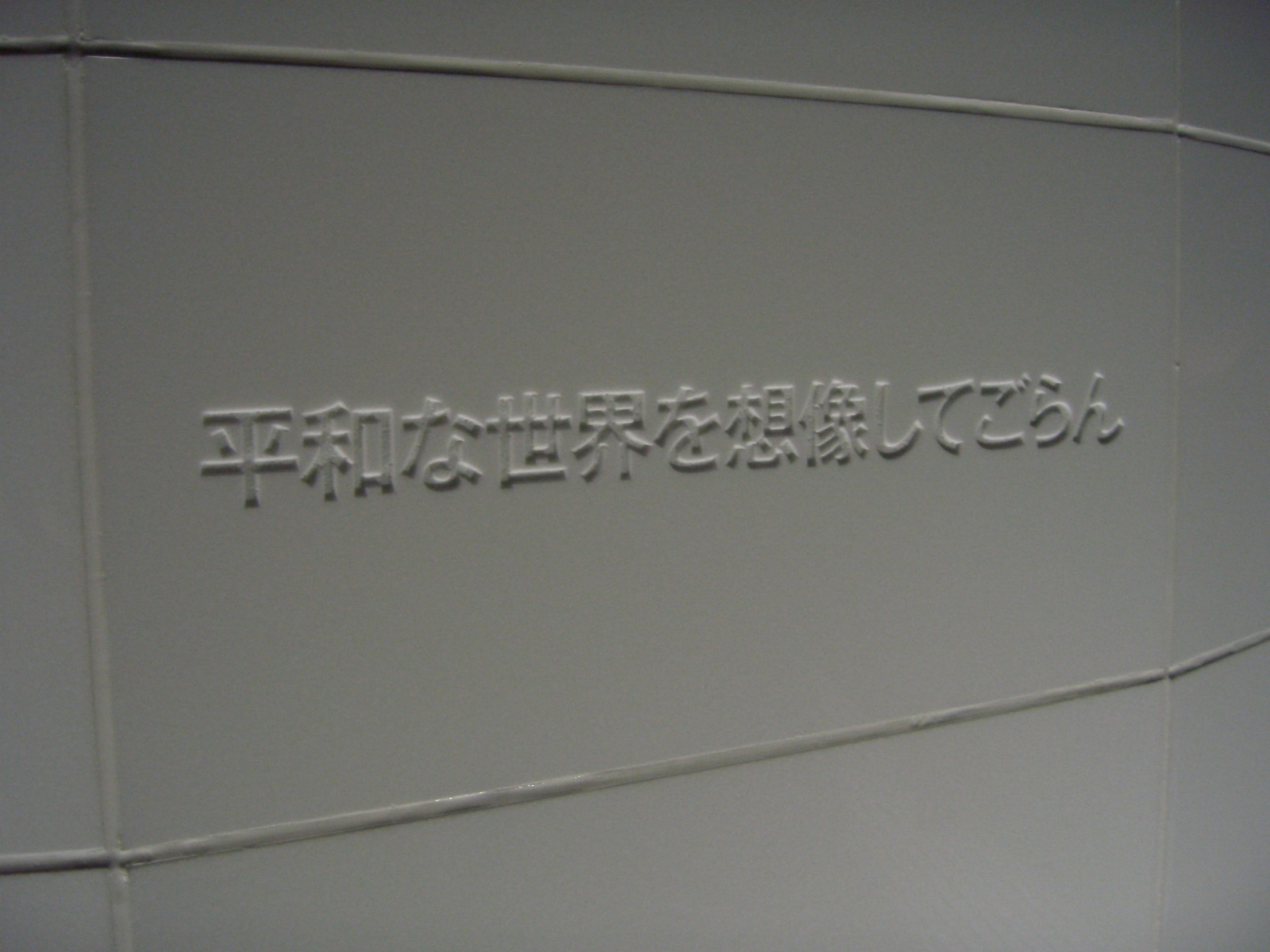
ウィッシング・ウェル・ウォールに刻まれている日本語による「イマジン・ピース」メッセージ

また、1枚の石板には以下のように彫られている。

I dedicate this light tower to John Lennon
my love for you is forever
yoko ono
October 9th 2007

## 点灯式
完成点灯式はジョン・レノンの67回目の誕生日である2007年10月9日の夜、イマジン・ピース・タワー前にて、ヨーコ、息子のショーン・レノン、元ビートルズのリンゴ・スター、同じく元メンバーの故ジョージ・ハリスンの妻オリビア、レイキャヴィーク市長Vilhjalmur Vilhjalmssonらが参列し行われた。
ヨーコらは車で塔の前まで行き、到着する間には現地語による「イマジン」が現地の子どもたちによって合唱された。その後市長による式辞のあと代表であるヨーコの式辞が行われた。途中、オノ・コードによる「I LOVE YOU」の点灯サインも行われた。その後オリジナルの「イマジン」「平和を我等に」が流れ、塔が点灯された。
ヨーコは記者会見で“世界の人々の心が、この光を思い起こすことで１つになれれば…”とコメントした。

## 補足
- オフィシャルグッズとしてキルト・ジャケットが発売されている。
- 2009年10月9日に、インターネット上の3D仮想世界「セカンドライフ」内で、もうひとつのイマジン・ピース・タワーが除幕される。